# Тузлинская коса
Ту́злинская коса́ (коса Ту́зла укр. коса Тузла, Средняя коса, Таманская коса) — коса в Керченском проливе. Тузлинская коса когда-то полностью примыкала к Таманскому полуострову, однако в 1920-х годах от неё отделился остров Тузла.

## Этимология
Тузлинская коса названа так по мысу Тузла, который, в свою очередь, получил своё имя в память об одном из хазарских каганов или от тюркского «туз» — соль либо «тюз» — плоский, ровный, гладкий. Тузлинская коса упоминается в периплах понтийских берегов как Акмэ (с греческого языка остриё, оконечность).

## География
Ныне Тузлинская коса состоит из длинного вытянутого острова и насыпной дамбы, соединившей более мелкие островки, идущей от Таманского полуострова. Отделённая проливом западная часть косы административно относится к (Автономной) Республике Крым, а восточная часть, соединённая с материком — Краснодарскому краю Российской Федерации.
Тузлинская коса представляет собой песчаную косу, полупогруженную в илы. Коса растёт в результате аккумуляции береговых наносов. В XVIII веке на месте косы была цепочка островов. Позднее они образовали сплошную косу, которая впервые появилась на карте 1830 года. В дальнейшем на протяжении косы образовалось несколько проливов. В 1925 году местные рыбаки прорыли в косе небольшой канал, чтобы сократить путь с одной стороны косы на другую. В том же году во время сильного шторма пролив сильно размыло и часть косы превратилась в остров, отделенный от остальной части косы проливом, достигшим через определённое время ширины в несколько километров. В 2003 году со стороны материка была создана искусственная дамба.

## История
28 ноября 1869 года принадлежность косы к Кубанской области была подтверждена указом российского Сената, и границей было предписано считать середину пролива между Крымом и крайней точкой Таманской косы. После Октябрьской революции и Гражданской войны, Постановлением ВЦИК[каким?] от 13 августа 1922 года, коса Тузла была включена в состав Крымской АССР. Указом Верховного Совета РСФСР в январе 1941 года было принято решение «О перечислении острова Средняя коса (Тузлы) из Темрюкского района Краснодарского края в состав Крымской АССР». После передачи Крымской области в состав Украинской ССР в 1954 году административная граница между Крымской областью и Краснодарским краем не пересматривалась.
В годы Великой Отечественной войны на занятую немецким гарнизоном косу был высажен советский морской десант. В жестоком бою с 6 по 9 октября 1943 года коса была освобождена от немецких войск. На косе была немедленно развёрнута советская артиллерийская группировка, обстреливавшая через Керченский пролив занятое немцами его крымское побережье и сыгравшая большую роль в форсировании Керченского пролива в ходе Керченско-Эльтигенской операции (ноябрь 1943 года), а также в последующей борьбе за удержание Керченского плацдарма (с ноября 1943 по апрель 1944 года).
Практическая передача косы и проведение административной границы между РСФСР и УССР были реализованы только в начале 1970-х годов. Причем, сделано это было в форме согласования графического начертания на карте административных границ на уровне заместителей председателя Крымского облисполкома и Краснодарского крайисполкома.

### Территориальный спор
Согласно позиции России, из указа Президиума Верховного Совета СССР о переходе Крымской области в состав Украины следует, что Украине передавалась в административно-территориальное распоряжение только континентальная сухопутная часть Крымской области. Юрисдикция на прибрежные воды морей, исходя из принципа, что акватории прибрежных морей принадлежат государству в целом, а не его отдельным субъектам, оставалась за СССР.
В 2003 году со стороны Краснодарского края России была предпринята попытка восстановить косу путём создания искусственной дамбы. Это положило начало конфликта между Украиной и Россией по поводу принадлежности острова, восстанавливаемой косы и возможного изменения режима судоходства в Керченском проливе. После встречи президентов Путина и Кучмы строительство дамбы было приостановлено. Споры вокруг территориальной принадлежности косы не утихали вплоть до 2014 года.
В 2005 году специальная комиссия украинского парламента признала, что остров Тузла в Керченском проливе может исчезнуть уже через год, если не защитить его от волн. По мнению украинских специалистов, течения в Керченском проливе ускорились из-за дамбы, построенной в 2003 году, они размывают не только Тузлу, но и Аршинцевскую косу возле Керчи. Было проведено укрепление берега острова блоками.
Академик Геннадий Матишов, научный руководитель ЮНЦ РАН, и доктор физико-математических наук, главный научный сотрудник ЮНЦ РАН провели исследование. Они составили математическую модель ветровых течений в Керченском проливе, чтобы выяснить влияние дамбы на расход воды и гидрологические параметры исследуемых водоемов вдоль косы Тузла. В ходе математического моделирования были получены картины течений при условии различных ветровых ситуаций, было исследовано влияние наличия или отсутствия дамбы вдоль Тузлинской косы на течения в центральной части Керченского пролива. Исследование выявило, что наличие или отсутствие дамбы не оказывает существенного влияния на течения в проливе.
В 2014 году была осуществлена аннексия Крымского полуострова Россией, в связи с чем 21 марта 2014 года министр иностранных дел России Сергей Лавров заявил, что Керченский пролив «больше не может являться предметом переговоров с Украиной». В Керченском проливе и по Тузлинской косе был построен Крымский мост — автомобильно-железнодорожный переход между Краснодарским краем и Крымом.

## Топографические карты
- Топографическая карта L-37-098-A Масштаб 1:50 000 (в 1 см 500 м)
- Топографическая карта L-37-098-A-c Масштаб 1:25 000 (в 1 см 250 м)